# Ingeborg von Kusserow

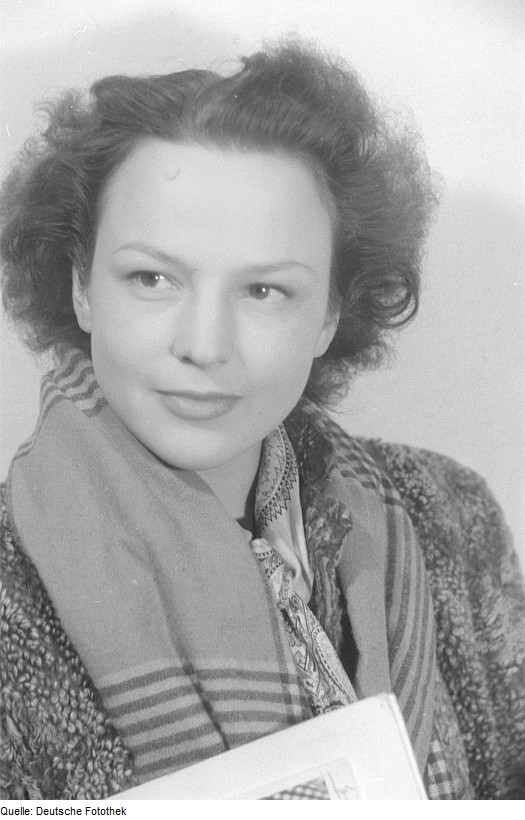
Ingeborg von Kusserow, 1946

Ingeborg von Kusserow (28 de janeiro de 1919 – 14 de abril de 2014) foi uma atriz de cinema alemã.

## Biografia
Kusserow nasceu em Wollstein, Província de Posen, República de Weimar (hoje, Wolsztyn, Polônia).
Ela casou-se com Percy Graf Welsburg em novembro de 1941 e emigrou para a Grã-Bretanha após a Segunda Guerra Mundial, onde ela geralmente aparaceu como Ingeborg Wells.
Ela se aposentou em 1960, e depois de seu divórcio com Welsburg, casou-se em 1968 com Kenneth Slingsby-Fahn (1913-2007). Ela faleceu em 2014.

## Filmografia[3]
- 1936: Das Hofkonzert
- 1937: Wenn Frauen hassen
- 1937: Liebe kann lügen
- 1937: Daphne und der Diplomat
- 1937: Meine Freundin Barbara
- 1937: Rätsel um Beate
- 1937: Kleiner Mann ganz groß
- 1938: Das Mädchen von gestern Nacht
- 1938: Was tun, Sybille
- 1938: Eine Nacht im Mai
- 1939: Drei Unteroffiziere
- 1939: Renate im Quartett
- 1939: In letzter Minute
- 1940: Herz ohne Heimat
- 1940: Der dunkle Punkt
- 1940: Falschmünzer
- 1941: Leichte Muse
- 1944: Das Konzert
- 1944: Der große Fall
- 1946: Sag’ die Wahrheit
- 1951: Des Königs Admiral
- 1951: Chelsea Story
- 1951: One Wild Oat
- 1951: Death Is a Number
- 1952: Die Verblendeten
- 1953: Women of Twilight
- 1953: The Accused
- 1956: Port of Escape
- 1956: Haus der Erpressung
- 1957: Die Brücke der Vergeltung
- 1960: Some Talk of Alexander (TV)
- 1963: The Impostor (TV)